# MBO
MBO (от англ. Management buyout) — покупка доли компании собственным менеджментом. Часто применяется в тех случаях, когда компания находится в экономически слабом положении (например, из-за санкций и ограниченного доступа к зарубежным ресурсам), и владельцы компании отказываются в её дальнейшем финансировании. Покупки доли компании собственным менеджментом являются предпочтительными стратегиями выхода для крупных корпораций, которые хотят продолжить продажу подразделений, не являющихся частью их основного бизнеса. От менеджера ожидается переход от статуса сотрудника к собственнику, что требует изменения мышления от управленческого к предпринимательскому. Не все менеджеры могут успешно осуществить этот переход.
В большинстве случаев MBO происходит за счёт третьих лиц: банков или фондов прямых инвестиций, так как обычно менеджмент не располагает средствами в достаточном объёме, чтобы купить долю своей компании.
По данным проекта Mergers.ru в 2007 году по сравнению с 2006 количество сделок MBO в России снизилось на 30 %, но стоимостной объём вырос более чем в 2 раза. При этом средняя цена сделок выросла с $17 млн до $86 млн. Если в 2006 году основная активность приходилась на сферу услуг и торговли, то в 2007 году ведущая роль досталась финансовому сектору.
Обобщённые данные российского рынка слияний и поглощений в рамках MBO (2007):
- 30 — количественная оценка сделок по приобретению контроля менеджментом;
- 2409,5 млн $ — стоимостная оценка сделок по приобретению контроля менеджментом;
- 86,0 млн $ — средняя цена сделки;
- 25 % стоимостного и 23 % количественного объёма рынка занимают сделки в финансовой сфере;
- 96 % стоимостного и 70 % количественного объёма рынка занимают сделки в форме консолидации контроля над предприятием.